# Rolando Villazón

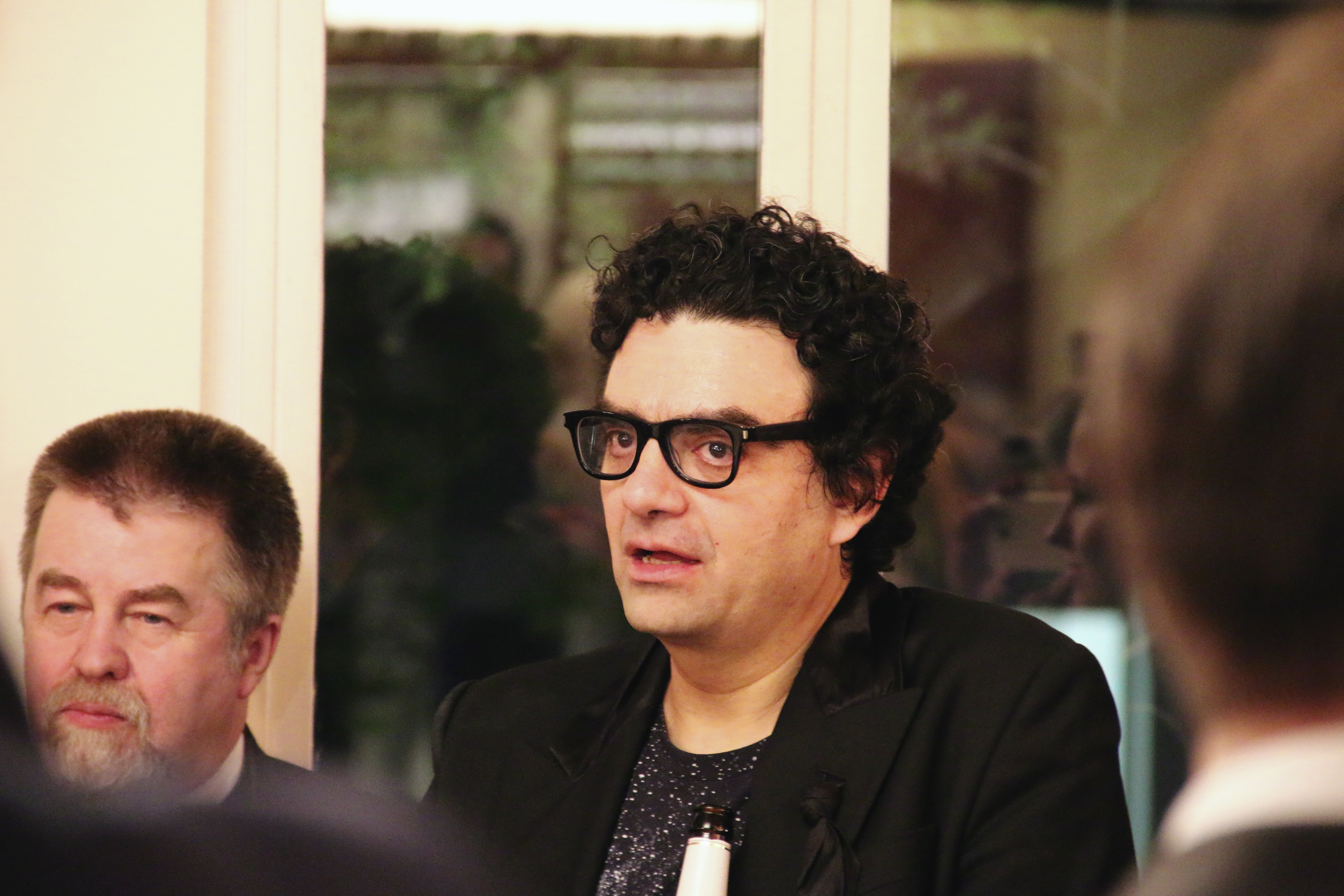
Rolando Villazón 2017

Rolando Villazón Mauleón (Ciudad de México, 22 de febrero de 1972) es un 
tenor mexicano radicado en Francia, reconocido como uno de los más notables tenores líricos de la actualidad.

## Biografía
El tenor nació en la Ciudad de México en 1972. A la edad de once años ingresó en el Centro de Capacitación Artística Espacios, en donde estudió música, actuación, danza contemporánea y ballet. Fue criado en Fuentes de Satélite, un área suburbana de la Ciudad de México, México. En una entrevista para la televisión mexicana, Villazón contó la historia de cómo fue descubierto como tenor. Dijo que un día, cuando salía de la ducha en su apartamento en la Ciudad de México, alguien llamó a su puerta;  el barítono Arturo Nieto, un amigo de su vecino, quien lo escuchó cantar mientras se estaba bañando. Le dijo a Rolando que tenía una voz increíble y lo invitó a su academia de música para desarrollar su voz; Fue allí donde Villazón se enamoró de la ópera. Arturo Nieto lo introdujo en el mundo de la ópera y luego se convirtió en su maestro de canto. Dos años más tarde ingresó al Conservatorio Nacional de Música para continuar su preparación vocal con Enrique Jaso. Allí encarnó el personaje de Dorvil en La Scala di Seta, a Florville, en Il Signor Bruschino y a Alessandro en Il Re Pastore. Después de ganar dos concursos nacionales en la Ciudad de México y Guanajuato, Villazón comenzó a estudiar con el reputado barítono Gabriel Mijares, con quien continuó sus estudios antes de iniciar su carrera internacional. Tomó clases de canto con la legendaria soprano Joan Sutherland en los Estados Unidos y ganó el segundo premio en el concurso Operalia del maestro Plácido Domingo en 1999, así como los premios de Zarzuela y del Público en ese mismo evento. Debutó en Europa con el rol de Des Grieux en la Manon de Massenet en el teatro Carlo Felice de Génova, para luego aparecer como Rodolfo en La Bohème de la Opéra de Lyon en diciembre de 1999. Cantó su primera Traviata en el Teatro Verdi de Trieste, y la repitió inmediatamente después en la Opéra Bastille de París en mayo de 2000. Todas estas apariciones comenzaban a atraer la atención de la crítica y del público sobre él, pero faltaba todavía el suceso que lo catapultaría a la fama internacional...
El evento llegó en agosto de 2005, cuando repitió, con Anna Netrebko y Thomas Hampson como coestrellas, el papel de Alfredo en La Traviata, durante el Festival de Salzburgo, bajo la batuta de Carlo Rizzi y la dirección escénica de Willy Decker, obteniendo entusiastas reseñas y clamorosos aplausos. Fue en este evento cuando se acuñó la denominación, para él y Netrebko, de "pareja estelar de la ópera". La crítica coincidió en afirmar: "... Desde Pavarotti y Sutherland no habíamos visto tal compenetración, tal química en el escenario...". 
En julio de 2006 participó en un concierto con motivo de la Copa Mundial de Fútbol, de nuevo junto a Netrebko y Plácido Domingo, en el Waldbühne berlinés. Después de la serie de conciertos que dio en Alemania acompañado por Netrebko en el verano de 2007, canceló el resto de las representaciones del año debido a problemas de salud, para reaparecer en la temporada 2008, con una agenda repleta de recitales, conciertos, óperas, etc., hasta bien entrado 2009. 
En 2008 recibió la máxima condecoración que el gobierno de Francia entrega a las artes, el grado de Caballero de las Artes y las Letras de Francia dentro de la Orden de las Artes y las Letras después de un recital en el teatro de los Campos Elíseos, París.
Desafortunadamente, en 2009 y tras una nueva cancelación de una serie de compromisos (el más notable el rol de Edgardo que cantaría junto con Anna Netrebko en el Met de Nueva York en febrero, cancelado pocas horas antes de la función y sustituido por Piotr Beczala), Villazón entró en mayo a quirófano para que le fuera extirpado un quiste de las cuerdas vocales, por lo que, aconsejado por su médico, canceló todas sus apariciones hasta 2010.
Vuelve en octubre de 2010 con la interpretación de Nemorino.
Durante la temporada 2010-2011, emprende un tour por Europa con conciertos de canciones mexicanas. Efectúa de manera elegante y recibe críticas por Werther de Jules Massenet en la Ópera Nacional de Lyon. También interpreta los roles de Mozart al final de esta temporada: Alessandro en Zúrich y Don Ottavio (en concierto) en Baden-Baden, Alemania. 
De 2011 a 2012 participó junto a Diana Damrau, una de las intérpretes más famosas de la La Reina de la Noche, personaje de la ópera La Flauta Mágica, en dos representaciones: Los cuentos de Hoffman y en Don Giovanni, ambas en Alemania.
Rolando Villazón es reconocido internacionalmente como uno de los principales tenores líricos de nuestra era y ha sido aclamado por sus exitosas presentaciones en teatros de prestigio mundial, incluyendo el Metropolitan Opera, Covent Garden, Berliner Staatsoper, Bayerische Staatsoper, Deutsche Oper Berlin, Teatro dell'Opera di Roma, Teatro Real de Madrid, Palacio de Bellas Artes (Ciudad de México), Hamburgische Staatsoper, Ópera de París, Opéra Nouvel Lyon, Gran Teatro del Liceo y New York City Opera, por citar algunos de los escenarios más importantes.

## Discografía
Villazón ha grabado una buena cantidad de discos en diferentes compañías: con la EMI Classics, Radio Televisión Española y Teldec Classics grabó óperas completas y de circulación restringida; luego agregó cuatro álbumes como solista y uno con acompañamiento, más un disco compilatorio, a su haber con la casa Virgin Classics -durante este periodo grabó la Traviata del Festival de Salzburgo con la Deutsche Grammophon, su actual compañía grabadora-; y lleva dos con esta última - aunque se buscó el tiempo para acompañar a la renombrada Emmanuelle Haïm en un nuevo proyecto con la Virgin-. Para efectos, sólo reseñaremos los discos a partir de su debut como solista. El primero, "Italian Opera Arias", es un muy recomendable repertorio de conocidas arias de Verdi, Puccini, Donizetti y Mascagni, junto a piezas de compositores menos conocidos como Rodolfo Cilea. Este disco ganó, entre muchos otros, el premio Echo Klassik por Mejor Grabación Operística en Alemania y el Diapason d'Or en Francia.
El segundo, "Gounod & Massenet Arias", es un álbum dedicado por entero a las composiciones de dos grandes de la ópera francesa: Charles Gounod y Jules Massenet. Arias de Werther, Manon, Romeo y Julieta y Faust, junto a rarezas como Le Mage y Polyeucte. Con este disco, Villazón obtuvo el premio Gramphone del Año 2005 por Mejor Disco de Recital del Año, y el premio Echo Klassik como Mejor Cantante del Año en Alemania.
Villazón participó, como un proyecto aparte, en la grabación de la banda sonora del excelente filme Joyeux Noël (Feliz Navidad) de 2005, una coproducción entre Francia, Alemania y el Reino Unido sobre la Tregua de Navidad y el tenor alemán Walter Kirchhoff dirigida por Christian Carion; junto a la soprano francesa Natalie Dessay, interpretó las arias y canciones que un tenor y una soprano, caracterizados por Benno Fürmann y Diane Kruger respectivamente, doblaron en la pantalla.
El tercer álbum, titulado "Opera Recital" fue grabado con un criterio ecléctico. Arias en italiano, alemán y francés conforman el repertorio, repitiendo la fórmula de "Italian Opera Arias": piezas bien conocidas, como "Recondita Armonia" de la Tosca de Puccini y "Mamma, quel vino è generoso" de la Cavalleria Rusticana de Mascagni, junto a arias procedentes de Los cuentos de Hoffmann de Offenbach, Martha de Flotow, entre otras.
Junto a la soprano Patrizia Ciofi y el tenor Topi Lehtipuu, grabó el álbum "Combattimento", que incluyó, además de "Il Combattimento di Tancredi e Clorinda" de Claudio Monteverdi, piezas de música antigua y madrigales, bajo la dirección de Emmanuelle Haïm.
Su quinto álbum con Virgin Classics, Gitano, que apareció en la primavera de 2007, está constituido enteramente por romances de zarzuela, dirigido por Plácido Domingo. Este año Villazón cambió de compañía discográfica, habiendo firmado por adelantado un contrato de larga duración con Deutsche Grammophon tras la ya mencionada representación de La Traviata en el 2005.
En un adelanto de su contrato con DG, Villazón grabó el álbum Duets: dúos románticos de ópera con Anna Netrebko y la Staatskapelle de Dresde, con dirección de Nicola Luisotti. Este disco fue puesto a la venta poco tiempo después de Gitano.
En septiembre de 2007 salió a la venta el último álbum de Villazón con Virgin Classics: Viva Villazón !, una recopilación de sus mejores interpretaciones como solista hasta esa fecha, con una que otra rareza de nueva grabación.
Tras finalizar su contrato con la Virgin, Villazón hizo su pleno debut en DG con un disco sin igual: Cielo e mar, un exótico y delicioso conjunto de rarezas operísticas: piezas poco conocidas de Verdi, Ponchielli, Boito, Cilea, Mercadante y Donizetti junto a auténticos tesoros perdidos y ahora desenterrados, como el aria "Intenditi con Dio", de la Fosca de Carlos Gomes. 
El segundo disco con DG, una grabación de La Bohème pucciniana que transmite por completo la química existente entre Villazón y Anna Netrebko, apareció en mayo de 2008.
Invitado personalmente por Emmanuelle Haïm gracias a la impresión que dejó en ella tras la grabación de Combattimento, Villazón colaboró con la directora francesa y otros nueve cantantes de primera línea (cabe destacar el reencuentro con Patrizia Ciofi y Topi Lehtipuu, amén de la Dessay) en un nuevo proyecto barroco: Lamenti, un festín para los oídos dedicado a los más famosos y exquisitos lamentos operáticos y de madrigales del siglo XVII, desde el infaltable Monteverdi hasta los igualmente indispensables Cavalli, Cesti y Carissimi.
Participa en marzo de 2009, es otra incursión en la música del periodo barroco: Handel, completamente dedicado al maestro alemán en el marco del 250 aniversario de su fallecimiento. Además de la conocida "Ombra mai fù" de Serse viene acompañada por arias de Ariodante, Tamerlano y el oratorio La resurrezione. Un excelente grabación que confirma lo que Combattimento y Lamenti anunciaban: Villazón está en camino de convertirse en uno de los grandes intérpretes del repertorio barroco.
Como parte de los festejos del bicentenario de México en septiembre de 2010 aparece el álbum ¡México!, una recopilación de los mejores compositores de México tales como Agustín Lara o María Grever. Sin embargo, la orquesta caribeña que lo acompaña no permitió que se apreciara lo grande de la música mexicana. No obstante, fue galardonado con el ECHO Klassik en el 2011 por ser un 'best-seller' en Alemania. 
En ese mismo año debuta como director escénico en Werther con la Opéra de Lyon, y le siguió L’elisir d’amore en el festival Festspielhaus Baden-Baden, donde también cantó el personaje de Nemorino. Ambas fueron gratamente reconocidas y aclamadas. Se espera que dirija tres óperas más en meses consecutivos.
Por otro lado, en el 2012 se realizó una grabación aclamado por la crítica de Werther y dirigida por Sir Antonio Pappano, seguida de las grabaciones completas de Don Giovanni, también en 2012, y de Cosi fan tutte en 2013; primera y segunda parte (de un total de siete capítulos) del gran repertorio de Mozart; concebidos por el tenor y director de orquesta Yannick Nézet-Seguin. Asimismo, con motivo del 200 aniversario de Giuseppe Verdi, Rolando Villazón lanzó una grabación de arias del compositor, dirigida por Gianandrea Noseda. En 2014 se realizó una grabación de Arias Concierto de Mozart para tenor, grabado con la Orquesta Sinfónica de Londres y dirigida por Sir Antonio Pappano.

## Cine
Rolando Villazón es uno de los cantantes con mayores dotes interpretativas, motivo por el cual fue protagonista de La Boheme (Rodolfo) en una versión fílmica de 2008 junto a Anna Netrebko y Nicole Cabell. Robert Dornhelm, el director de la película, se inspiró, tanto en la producción como en el estilo, del film Moulin Rouge! de Baz Luhrmann.

## DVD
- Verdi - Don Carlo- Dwayne Croft, Amanda Roocroft, Violeta Urmana y Robert Loyd, Riccardo Chailly.

- Verdi La Traviata - Anna Netrebko, Thomas Hampson, dirección de Carlo Rizzi.

- Puccini  La Bohème de Puccini -Alexia Voulgaridou, Elena de la Merced, Markus Marquardt y Ludovic Tézier, dirigidos por Ulf Schirmer.

- Concierto en el Waldbühne berlinés - Anna Netrebko y Plácido Domingo, Deutsche Grammophon.

- Donizetti  L'elisir d'amore - Anna Netrebko, Leo Nucci e Ildebrando d'Arcangelo, dirección de Alfred Eschwé

- Verdi La Traviata,  Renée Fleming, Renato Bruson,  dirigida por James Conlon, Los Angeles Opera.

- Massenet Manon - Natalie Dessay, Samuel Ramey, Manuel Lanza y Didier Henry, Víctor Pablo Pérez. Liceo de Barcelona

- Massenet Manon,  Anna Netrebko, Alfredo Daza y Christof Fischesser, Daniel Barenboim, Berlin Staatsoper.

- Gounod Romeo y Julieta , Nino Machaidze, Yannick Nézet-Séguin, Salzburgo 2008

## Discografía cronológica
- Romeo y Julieta CD (2002), Radio Televisión Española
- Der Fliegende Holländer CD (2002), Teldec Classics
- Berlioz: La Révolution Grecque CD (2004), EMI Classics
- Italian Opera Arias CD (2004), Virgin Classics
- Gounod & Massenet Arias CD (2005), Virgin Classics
- Tristan und Isolde CD y DVD (2005), EMI Classics
- Don Carlo 2 DVD (2005), Opus Arte
- La Traviata CD (2005), Deutsche Grammophon
- Merry Christmas (banda sonora) CD (2005), Virgin Classics
- Opera Recital CD; edición con DVD (2006), Virgin Classics
- La Traviata DVD; edición prémium en 2 DVD (detrás del escenario, ensayos, presentación de la ópera.) (2006), Salzburger Festspiele 2005, Deutsche Grammophon
- La Bohème DVD (2006), Bregenzer Festspiele 2002, ORF + Capriccio
- Monteverdi: Combattimento CD; edición con DVD (2006), Virgin Classics (noviembre de 2006)
- Gitano (2007) CD, Virgin Classics
- Duets (2007) CD, Deutsche Grammophon
- Donizetti: L'elisir d'amore DVD (2006), Virgin Classics (noviembre de 2006)
- The Berlin Concert: Live from the Waldbühne DVD (2006), Deutsche Grammophon (noviembre de 2006)
- Viva Villazón ! CD (2007), Virgin Classics
- Cielo e mar CD (2008), Deutsche Grammophon
- Handel. Arias CD (2009), Deutsche Grammophon
- !Mexico! CD (2010), Universal Music Company
- Massenet: Werther 2CD (2011),  Deutsche Grammophon (debut como director escénico)
- L’elisir d’amore CD + DVD (2012),  Deutsche Grammophon (presentación en Festspielhaus Baden-Baden + documental 'Rolando Villazón's L'elisir d'amore

in the Wild West')
- Verdi CD (2013), Deutsche Grammophon